# Rue de Marivaux (Paris)
Pour l’article homonyme, voir Rue de Marivaux.
La rue de Marivaux est une voie publique du quartier Vivienne dans le 2e arrondissement de Paris, en France. 

## Situation et accès
Elle débute au 4, rue Grétry et se termine au 11, boulevard des Italiens.

## Origine du nom
La rue porte le nom de l'auteur dramatique Pierre de Marivaux (1688-1763).

## Historique
La rue de Marivaux fut percée vers 1784, en vertu de l'autorisation accordée par lettres-patentes du 18 février 1780, au duc de Choiseul-Amboise et de son épouse, d'ouvrir, à leurs frais, des rues sur le terrain de leur hôtel et de leur jardin. L'ancien hôtel de Choiseul, abattu en 1780 avait été construit à partir de 1706 par Pierre Crozat, grand-oncle de la duchesse et était initialement connu sous le nom d'hôtel Crozat.
Le nom de « rue de Marivaux-des-Italiens » lui fut attribué pour la différencier de la petite rue Marivaux et de la grande rue Marivaux, également appelée « rue Marivaux-des-Lombards ».

## Bâtiments remarquables et lieux de mémoire
- No 5 : Le peintre espagnol Francisco de Goya y habita quelques mois en 1824[2].
- No 13 et 13, boulevard des Italiens : emplacement de l'ancien Café Anglais, disparu en 1913[3] et remplacé par l'immeuble d'angle de commerces et bureaux actuels, signé et daté au-dessus de la porte d'entrée: R. Lelievre, architecte DPLG, 1914-1915. Il présente un décor floral sculpté abondant qui a été qualifié de « parfaitement représentatif d'un second Art nouveau »[4].

## Pour approfondir